# Tommy Smith (Musiker)

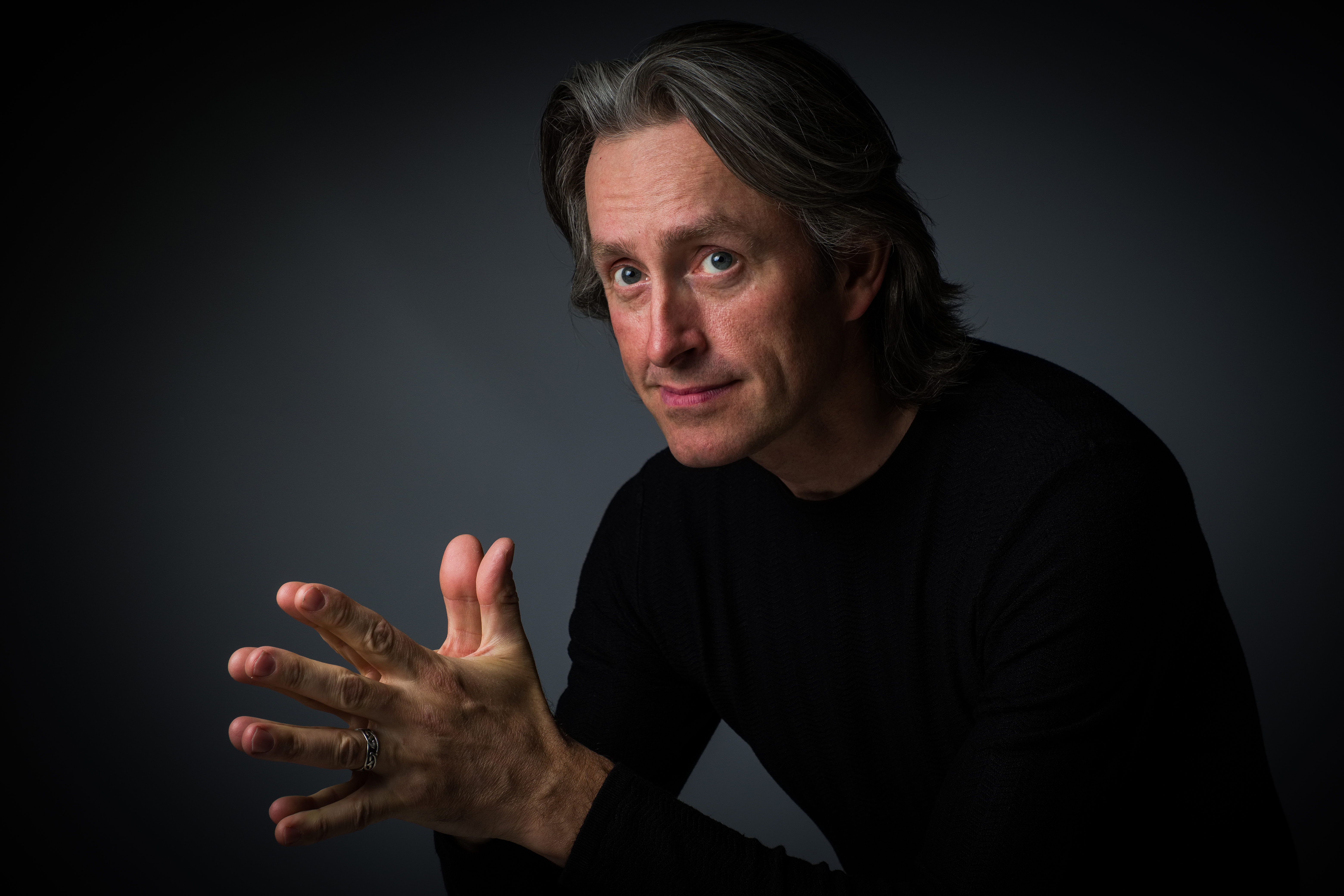
Tommy Smith, 2018

Thomas William Ellis Smith OBE (* 27. April 1967 in Lutton, Bedfordshire) ist ein britischer Jazz-Tenorsaxophonist, Komponist, Bandleader und Lehrer.

## Leben und Wirken
Smith wuchs in Gegend von Wester Hailes bei Edinburgh auf und begann mit zwölf Jahren mit dem Tenorsaxophon. Im Alter von 15 Jahren hatte er einen ersten Fernsehauftritt an der Seite von Gordon Beck und Niels-Henning Ørsted Pedersen; mit 16 Jahren erhielt er ein Stipendium für das Studium an der Berklee College of Music, wo erste Aufnahmen im Quartett Forward Motion entstanden sind (Forward Motion – The Berkeley Tapes, 1984 mit Laszlo Gardony, Terje Gewelt, Ian Froman). In Boston spielte er auch in der Band von Gary Burton, an dessen ECM-Album Whizz Kids er 1986 mitwirkte. Mit Kommilitonen ging er 1985/86 auf eine erste Großbritannien- und Europa-Tournee. Nach seiner Rückkehr nach  Schottland arbeitete er seit Ende der 1980er Jahre in der dortigen Jazzszene mit eigenen Formationen, u. a. mit Jason Rebello, John Rae und Idris Muhammad, außerdem als musikalischer Direktor des Scottish National Jazz Orchestra und dessen Youth Jazz Orchestra.
Außerdem nahm er unter eigenem Namen über 20 Alben, u. a. für die Label Hep Records, Blue Note Records, Linn Records und sein eigenes Spartacus-Label auf. Er arbeitete in verschiedenen Formationen und Big Bands und spielte u. a. Joe Lovano, David Liebman, Benny Golson, Joe Locke, Gary Burton, Chick Corea, Tommy Flanagan, John Scofield, John Patitucci, Miroslav Vitouš, Arild Andersen, Trilok Gurtu, Jack DeJohnette, Jon Christensen, John Taylor, Joanne Brackeen, Laura Macdonald und Kenny Wheeler.
Als Komponist war er für verschiedene klassische Orchester und Ensembles tätig, wie für das  Orchestra of St. John's Square, das Scottish Ensemble, das Edinburgh Youth Orchestra, das BBC Symphony Orchestra und das Scottish Chamber Orchestra. Er arbeitete außerdem mit dem Pianisten Murray McLachlan, der Popgruppe Hue & Cry und traditionellen schottischen Musikern wie Karen Matheson und Donald Shaw sowie dem irakischen Oudspieler Naseer Shamma. Smiths Eigenkompositionen waren Beauty and the Beast für David Liebman und Torah für Joe Lovano.
Smith promovierte 1999 an der Heriot-Watt University in Edinburgh. Seine Tätigkeit als Lehrer begann schon, als er 1986 mit Gary Burton arbeitete und die Gruppe Workshops mit Meisterklassen abhielt. Ab 1990 unterrichtete er an der Broughton High School in Edinburgh, 1993 lehrte er Improvisation an der Edinburgh Napier University. 1995 schuf er ein Curriculum für das National Jazz Institute in Glasgow, das er ab 1998 leitete.

## Preise und Auszeichnungen
Im Jahr 2000 wurde Smith Ehrendoktor der Royal Incorporation of Architects in Schottland. 2002 erhielt er den British Jazz Award als bester Tenorsaxophonist. Ein zweiter Ehrendoktortitel von der Glasgow Caledonian University wurde ihm 2008 für seine Verdienste um die Musik in Schottland verliehen. 2012 erhielt er sowohl für seine Tätigkeit als Jazzpädagoge als auch für sein Album Karma einen Scottish Jazz Award.

## Diskographische Hinweise
- Standards (Blue Note, 1991) mit Niels Lan Doky, Mick Hutton
- Paris (Blue Note, 1992) mit Guy Barker, Julian Argüelles
- Misty Morning and No Time (Linn, 1994) mit Julian Argüelles, Terje Gewelt
- Beasts of Scotland (Linn, 1996) mit Guy Barker, Alec Dankworth
- Azure (Linn, 1996) mit Kenny Wheeler, Lars Danielsson, Jon Christensen
- The Sound of Love (Linn, 1997) mit Kenny Barron
- Blue Smith (Linn, 1999) mit John Scofield, James Genus
- Bezique; Symbiosis (Spartacus, 2002 bzw. 2004) Duos mit Brian Kellock
- Forbitten Fruit (Spartacus, 2005) mit Steve Hamilton
- Evolution (2005), mit Joe Lovano, John Scofield, Bill Stewart, John Patitucci, John Taylor
- Embodying the Light (2017)